# Umegatani Tōtarō I
Umegatani Tōtarō I (梅ヶ谷 藤太郎; 16 de marzo de 1845 – 15 de mayo de 1928) fue un luchador de sumo profesional japonés proveniente del pueblo de Haki, Provincia de Chikuzen (actualmente Shiwa, Prefectura de Fukuoka). Es el décimo quinto (15°) yokozuna en la historia del sumo. Umegatani es generalmente reconocido como el luchador de sumo mas fuerte en emerger desde los tiempos de Tanikaze y Raiden.

## Carrera
Umegatani nació como Oe Tōtarō (小江 藤太郎) el 16 de marzo de 1845. Según un mito, se le atribuye beber grandes cantidades de sake en vez de leche materna. Al rededor de los 12 años, asistió a una escuela en un templo en donde comenzó practicar sumo, y a partir de los 16 años, ya era conocido como el "Chikuzen Muteki" (筑前無敵, "Invencible"). A esa edad, fue reclutado por la Asociación de Sumo de Osaka adoptando el shikona, o nombre de ring, Umegae (梅ヶ枝). Pasado el tiempo, tomó la decisión de incorporarse al Establo Minato y cambió su nombre de ring a Umegatani (梅ヶ谷) en honor a su tierra natal, Umegaya (actual Shiwa). Tras la Restauración Meiji de 1868, Umegatani participó en el torneo de sumo de Osaka de marzo de 1869, siendo luego promovido al rango de komusubi. A pesar de que su cuerpo no era muy grande, poseía una considerable fuerza física lo cual le ayudó a alcanzar el rango de ōzeki dentro de la Asociación de Sumo de Osaka. Umegatani no se sintió contento con el rango que había obtenido por lo que renunció a el. En diciembre de 1870, se cambió a la Asociación de Sumo de Tokio, y comenzó nuevamente su carrera desde los rangos más bajos de la clasificación. Estando allí, fue reclutado por el Establo Tamagaki. Al haber desertado de la Asociación de Sumo de Osaka, se convirtió en un luchador impopular entre los rikishi de Tokio. Sin embargo, ningún luchador de Osaka podía derrotarlo, y en el torneo conjunto de diciembre de 1874, obtuvo ocho victorias consecutivas asegurando el campeonato.
En 1876, mientras se encontraba en la Prefectura de Fukuoka, se encontró con unos rebeldes, lo cual resultó en un altercado violento entre varios luchadores y los rebeldes. Umegatani, sin embargo, permaneció calmado y se quedó en la prefectura asumiendo un rol activo en la pacificación del conflicto.
Entre 1876 y 1881, Umegatani comenzó un período de dominio dentro de la Asociación de Sumo Tokio, obteniendo 58 victorias consecutivas, un racha la cual fue detenida al haber sido derrotado por el ōzeki Wakashima. Esta racha de victorias consecutivas es la cuarta mejor registrada en el sumo solo por detrás de Futabayama, Tanikaze y Hakuhō. Umegatani continuó obteniendo 35 victorias consecutivas más hasta el torneo de mayo de 1884.

## Yokozuna
En febrero de 1884, Umegatani recibió la licencia de yokozuna tanto de la familia Yoshida (Tokio) como de la familia Gojō[ja] (Osaka). Umegatani prefirió aceptar la licencia de Yoshida, lo cual se dice, determinó el balance de poder entre ambas familias y el dominio en la organización del sumo en Japón.
Tras su promoción, el entonces Primer Ministro de Japón Itō Hirobumi le obsequió un set de tres keshō-mawashi.
A petición del Emperador Meiji, Umegatani recibió el permiso para realizar su dohyō-iri (ceremonia de entrada al ring) y luchar en presencia del emperador. Su oponente fue el maegashira Ōdate, y el enfrentamiento terminó en empate tras una acalorada batalla la cual se dice dejó al emperador encantado, incrementando la popularidad del sumo la cual había decaído tras la Restauración Meiji.

## Retiro y fallecimiento
Umegatani obtuvo 116 victorias y solo 6 derrotas dentro de la división makuuchi. Su promedio de victorias es del 95,1%, representado el más alto entre todos los yokozuna, aunque no pudo superar nunca al ōzeki Raiden. Tras su retiro, sirvió como director de la Asociación de Sumo de Tokio por un tiempo prologando utilizando el nombre de maestro/anciano Ikazuchi. Durante su carrera como maestro, entrenó al yokozuna Umegatani Tōtarō II, el cual luego se convirtió en su yerno.
Umegatani ayudó a recaudar fondos para la construcción del primer Ryōgoku Kokugikan en 1909. Se dice que cuando le preguntaron que garantía tenía para obtener el dinero, tan solo tuvo que mostrar sus músculos para asegurar el trato. Cuando Umegatani II se retiró durante el torneo de junio de 1915, Umegatani le entregó el control de su establo y su nombre de maestro. Sin embargo, tras esto la asociación le otorgó el título honorifico de "Ōrai" (大雷, '"Gran Rayo") y lo trató como un consultor. Umegatani vivió hasta la edad de 83 años, convirtiéndolo en el ex-yokozuna más longevo en la historia del sumo. Umegatani sobrevivió a su discípulo Umegatani II por nueve meses, y es uno de los pocos yokozuna que ha fallecido por vejez. Sus restos fueron inhumados dentro del Templo Jisso-ji ubicado en el barrio especial de Ōta, Tokio.

## Historial
- Las fechas en las cuales se realizaban los torneos en esta época a menudo variaban. El torneo de primavera de 1878 en realidad se llevó a cabo en diciembre del año anterior.

| Año | Primavera                            | Invierno                                |
| --- | ------------------------------------ | --------------------------------------- |
| 1874 | x                                    | Maegashira Oeste #6 8–0–1 1E No oficial |
| 1875 | Maegashira Oeste #5 6–1–3            | No realizado                            |
| 1876 | Maegashira Oeste #4 5–2–2 1E         | Maegashira Oeste #2 3–0–6 1E            |
| 1877 | Maegashira Oeste #1 8–0–2 No oficial | Komusubi Oeste 7–0–2 1E No oficial      |
| 1878 | Sekiwake Oeste 7–0–1 No oficial      | Sekiwake Oeste 4–0–4 1E 1R              |
| 1879 | Ōzeki Oeste 6–0–1 3E                 | Ōzeki Oeste 5–0–4 1R                    |
| 1880 | Ōzeki Oeste 0–0–6 4E                 | Ōzeki Oeste 9–0–1 No oficial            |
| 1881 | Ōzeki Oeste 7–1–1 1E No oficial      | Ōzeki Oeste 8–0–2 No oficial            |
| 1882 | No participó                         | Ōzeki Oeste 5–0–4 1E No oficial         |
| 1883 | Ōzeki Este 6–0–4                     | Ōzeki Este 3–0–7                        |
| 1884 | Ōzeki Este 7–0–2 1E No oficial       | Ōzeki Este 7–2–1                        |
| 1885 | Ōzeki Este 3–0–4 3E                  | Ōzeki Este 0–0–10 Retirado              |
| Resultados mostrados como victoria–derrota–ausencia Campeón en primera división Retirado Divisiones bajas Leyenda: E: Empate (引分); R: Retención (預り); SR: Sin resultado Divisiones: Makuuchi — Jūryō — Makushita — Sandanme — Jonidan — Jonokuchi Rangos del Makuuchi: Yokozuna — Ōzeki — Sekiwake — Komusubi — Maegashira |                                      |                                         |

*Antes del torneo de verano de 1909, los campeonatos no se entregaban a los luchadores con el mejor registro, por ende, los campeonatos listados arriba son considerados como "no oficiales" en la actualidad. Para mas información ver yūshō.